# Montmeló
Montmeló – gmina w Hiszpanii, w prowincji Barcelona, w Katalonii, o powierzchni 3,88 km². W 2011 roku gmina liczyła 8830 mieszkańców.
W Montmeló od 1991 roku znajduje się tor Formuły 1 Circuit Barcelona-Catalunya, na którym oprócz F1 odbywają się wyścigi MotoGP, Formuły 2, Formuły 3, Porsche Supercup, World Series by Renault i inne imprezy.